# 彦部晴直
彦部 晴直（ひこべ はるなお）は、戦国時代の武将。室町幕府の奉公衆・申次衆などを務めた。
足利義晴、足利義輝の2代（あるいは足利義稙も含めて3代）に仕えた。「晴」の字は義晴からの偏諱である。

## 概要
晴直の父は彦部国直、後世の系図によれば晴直の母親は近衛政家の娘とされる。晴直は永正5年（1508年）1月18日に生まれ、9歳で元服すると足利義稙から偏諱を賜り稙直を名乗り、大永元年（1521年）の足利義晴の元服に伴い偏諱を賜り晴直を名乗るようになったとされるが、晴直元服当時の義稙の名前は義尹である。晴直は永正7年（1520年）4月20日に伊豆守に任官されており、高氏嫡流・高師宣の刑部大輔任官と同時であった。また、天文15年（1546年）7月27日に、彦部晴直の弟あるいは息子の又四郎（輝直）（後世の系図によると母親は師宣の娘とされる）は師宣と共に足利義輝の従五位下叙爵を祝っている。天文15年（1546年）12月18日の足利義輝元服の際に御走衆の一人として晴直が見える。また同時期に御小袖御番衆にも任じられている。加えて『言継卿記』永禄2年（1559年）10月13日条によると広橋国光と足利義輝の申次を務めている。上記のように晴直は義輝との関係が深く、上野信孝、細川晴広、杉原晴盛、祐阿、細阿と並んで反三好氏の筆頭であったため、永禄8年（1565年）の永禄の変で義輝や弟の又四郎と共に討死した。その後の彦部氏は活動拠点を関東の上野国広沢郷桐生に移すが、この彦部氏の祖・信勝は系図によって晴直の子とも鎌倉府に仕えた行貞の末裔ともされる。晴直の子とする系図によると、近衛前嗣の関東下向に伴って広沢郷に居住するようになったとされる。